# Cyperus eragrostis
Cyperus eragrostis là loài thực vật có hoa trong họ Cói. Loài này được Lam. mô tả khoa học đầu tiên năm 1791.

## Hình ảnh

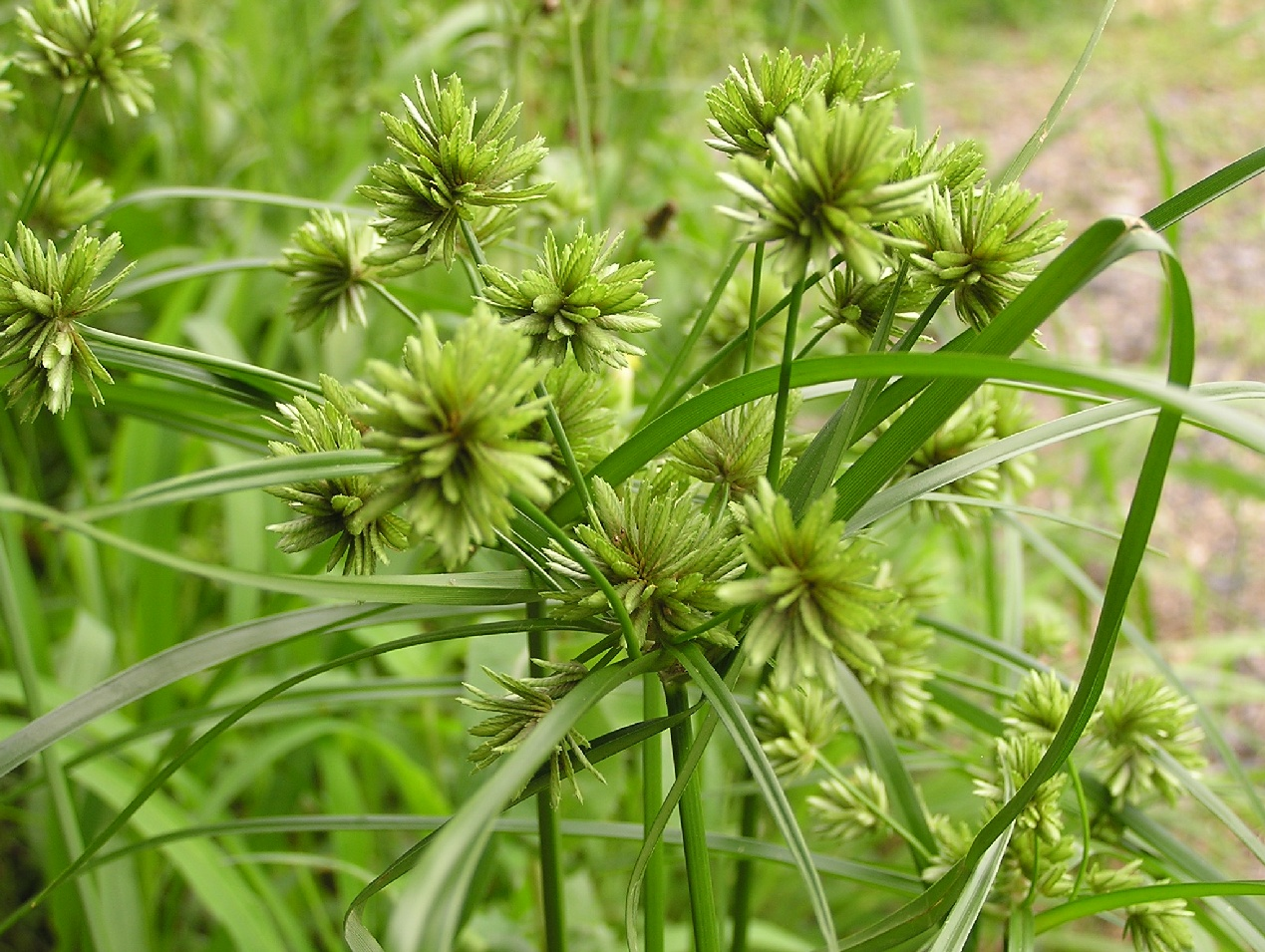
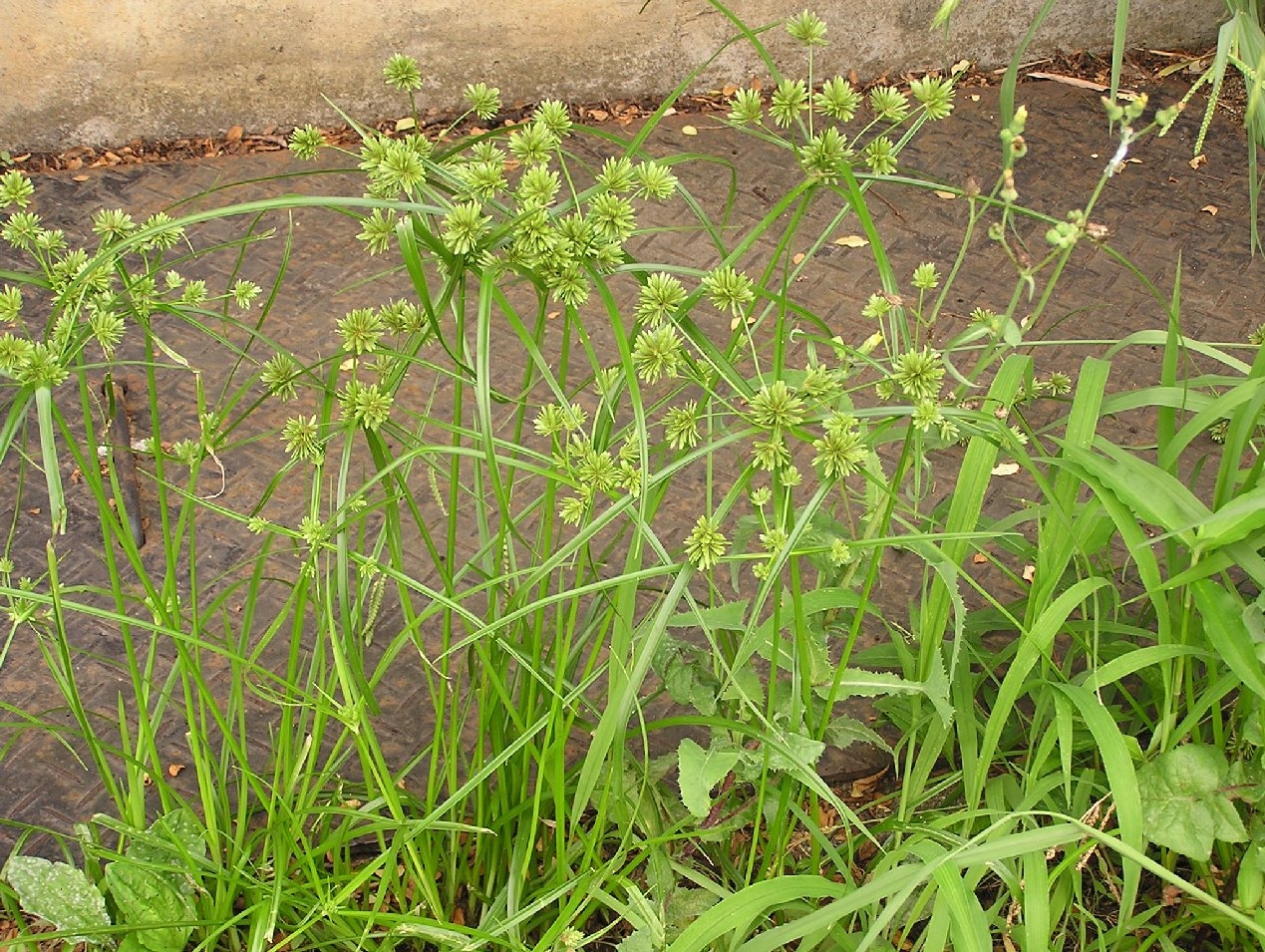
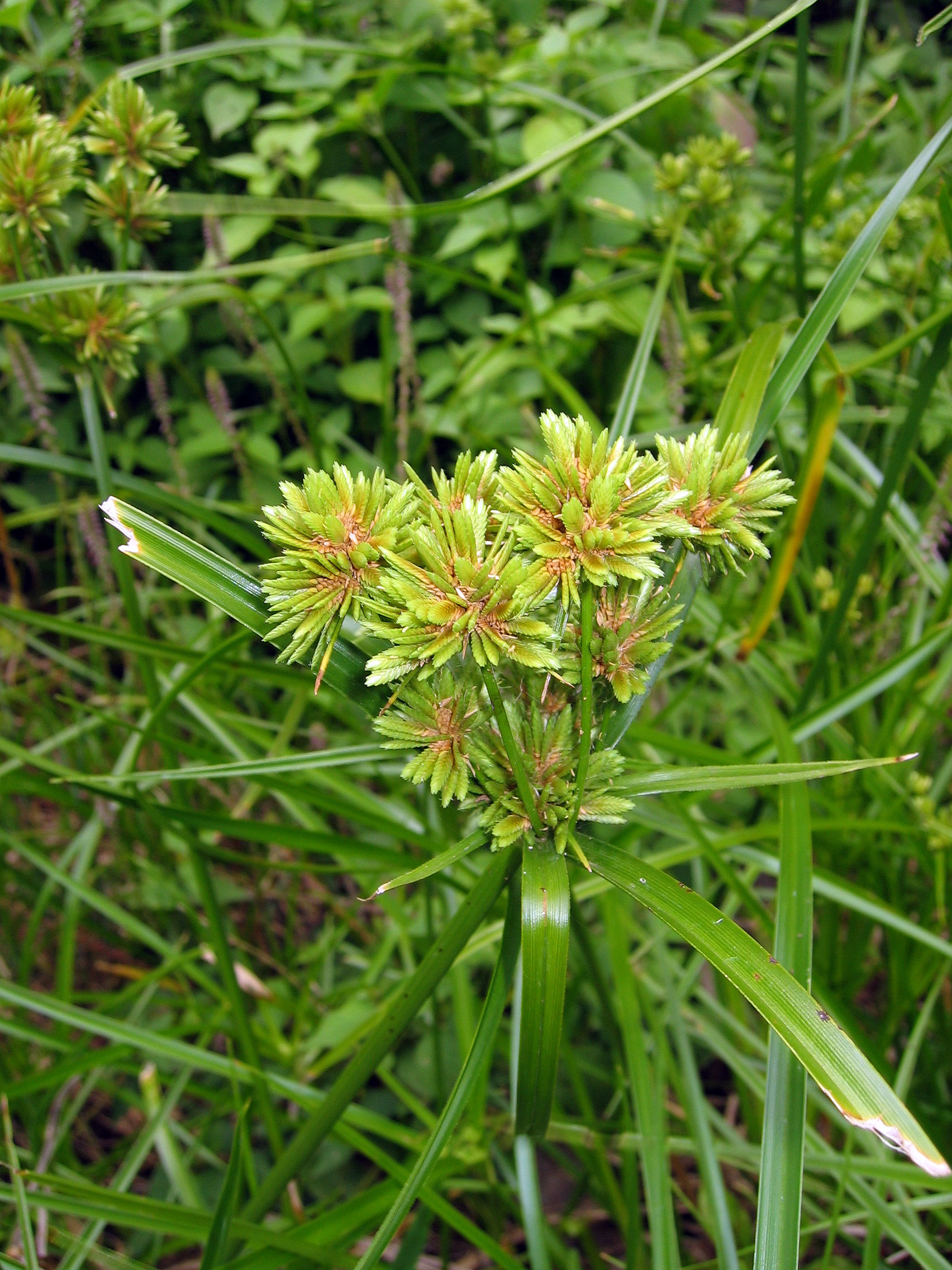
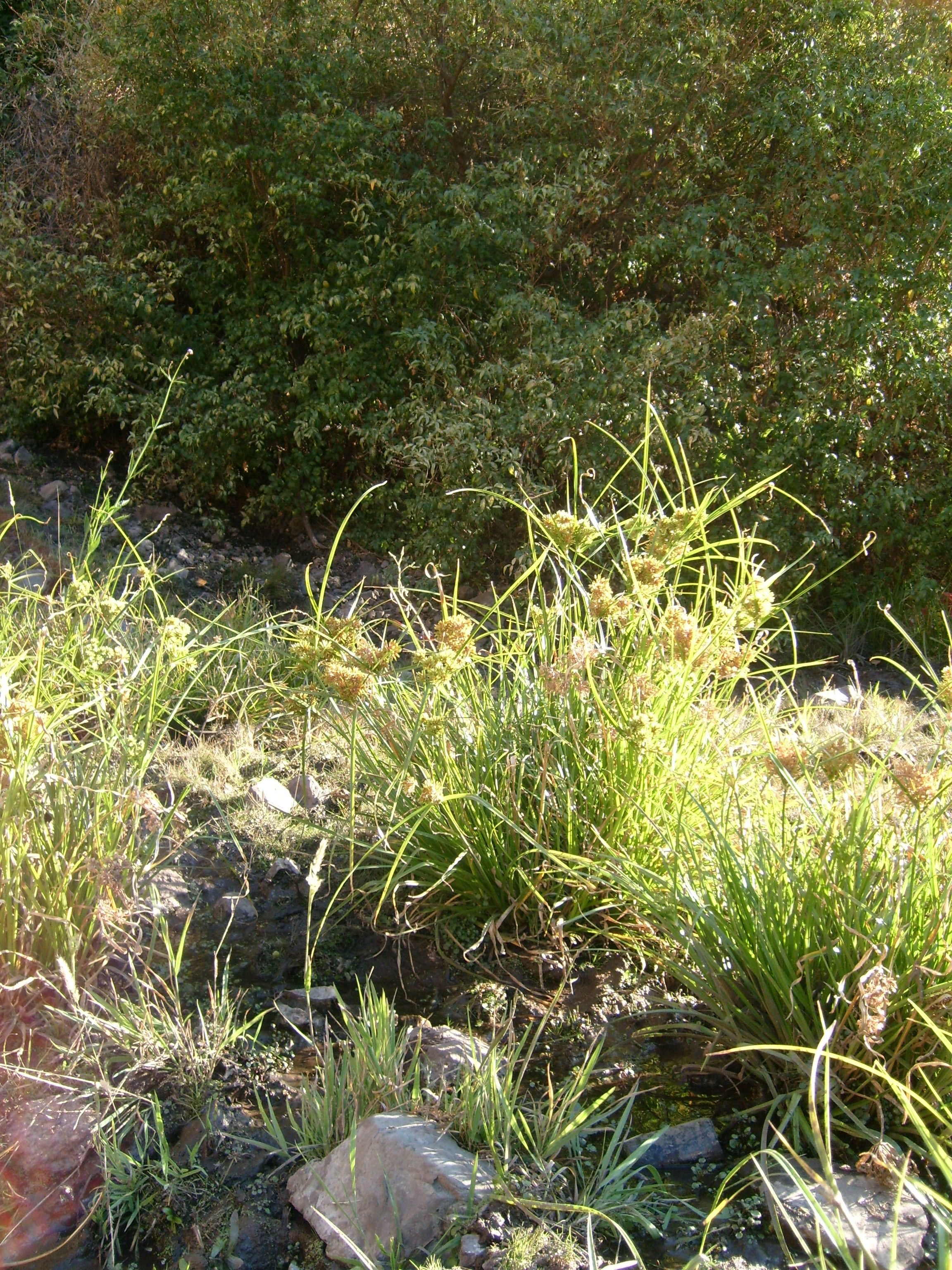
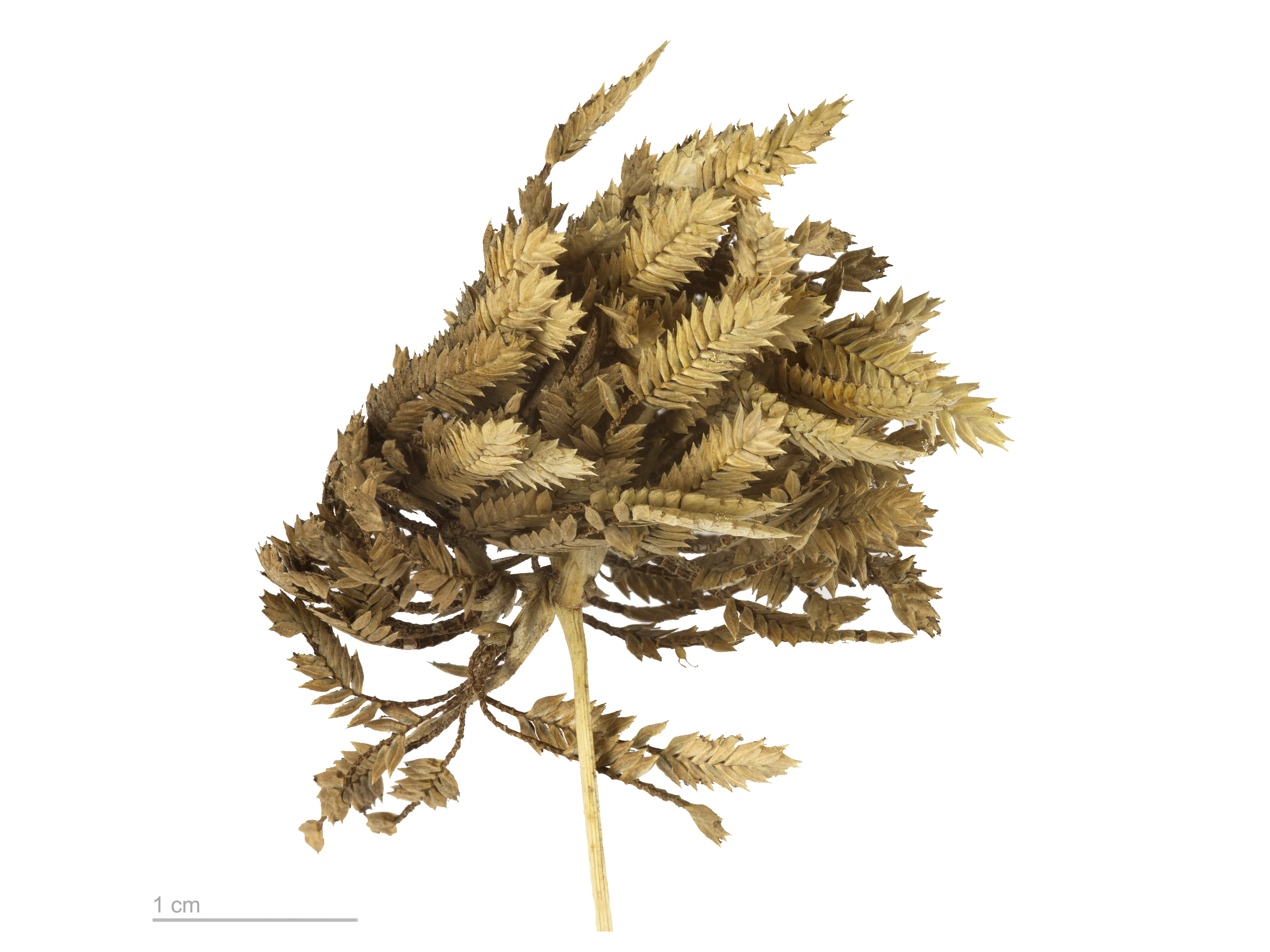
Cyperus eragrostis - Museum specimen